# Gian Paolo Borghetti
Gian Paolo Borghetti corse : Ghjuvan-Paulu Borghetti, français : Jean-Paul Borghetti, (23 juin 1816 à Talasani - 4 novembre 1897 à Bastia) est un écrivain, poète et politicien corse. Il a été présenté comme « un des plus grands poètes corses d'expression italienne » et « un des intellectuels corses les plus brillants du XIXe siècle ».

## Origine et jeunesse
Gian Paolo Borghetti est né à Talasani, Corse, le 23 juin 1816 dans l'une des principales familles de la région de Tavagna dont les membres, apparentés à Luiggi Giafferi, se sont particulièrement distingués dans le règne du Roi Théodore et au temps de Pasquale Paoli. Il étudie la médecine à Pise de 1835 à 1839, ses études achevées il revient en Corse. En 1841, il s'enrôle dans la marine française en tant que chirurgien, dans cette fonction il parcourt la Méditerranée et l'Atlantique jusqu'au début de 1848.

## Carrière politique
À l'annonce de la Révolution française de 1848, il démissionne de son poste et s'installe à Bastia, où il entre dans l'arène politique. Borghetti est un grand admirateur de Lamartine, il sera très influencé par son livre Histoire des Girondins. Lors des premières élections tenues au suffrage universel (masculin) des 13 et 14 mai 1849, il est élu conseiller général de son canton natal de Pero-Casevecchie. Peu disposé à compromettre ses idéaux, il sera rapidement déçu de voir l'intrigue politique et le clientélisme prévaloir sur l'intérêt général. Il se laisse remplacer comme conseiller général par l'un de ses amis, le juge de paix Octavien Renucci, qui gardera ce poste jusqu'à la fin du Second Empire. Après le coup d'État du 2 décembre 1851, il abandonne la vie publique. De 1849 à 1870, Borghetti reste dans l'opposition au régime. Contrairement à beaucoup d'autres dans sa position, il n’est pas envoyé en exil, mais il a fait souvent l'objet de harcèlement administratif. Lorsque le Second Empire s'effondre en 1870, Borghetti retrouve grâce auprès des autorités, il est alors nommé chef de cabinet du nouveau préfet Dumenicu Francescu Ceccaldi à Ajaccio.

## Journalisme
Ayant contribué à la revue Progressive de la Corse (Bastia) en 1848, l'année suivante il fonde son propre journal La Corsica, écrit en italien pour être mieux compris par la population. Le journal critique ouvertement la politique étrangère de Louis Napoléon, ce qui conduit à sa fermeture après seulement cinq numéros,.
Plus tard, il devient rédacteur en chef du Golo [Le] (1869), Bulletin Officiel de la Corse (1870-1871), La République (1871-1872), La Solidarité (1879-1885) et Colombo, et fonde les revues Le Républicain de la Corse (1871), Le Démocrate de la Corse (1871) et La Concorde (1880),.

## Poésie
Bien que ses activités professionnelles et politiques aient souvent pris le pas sur son œuvre littéraire de son vivant, Gian Paolo Borghetti est aujourd'hui principalement connu comme l'un des plus grands poètes corses d'expression italienne.
Une grande partie de sa poésie est inspirée par ses convictions républicaines. En 1848, il compose un canto lirico en l'honneur de Lamartine dont il était un grand admirateur. Il sera récompensé par les remerciements personnels du chef du gouvernement provisoire de la IIe République. Dans la même année, il fait l'éloge de la nouvelle République dans un poème de six vers intitulé Alla Libertà, dont la première strophe présente des analogies évidentes avec La Marseillaise, et dans lequel il parle de la liberté âprement retrouvée qui pourrait bientôt atteindre les autres peuples de l'Europe, à commencer par l'Italie voisine.
Une autre source d'inspiration majeure sera il Risorgimento. En 1859, il publie A Vittorio Emanuele II, qui célèbre Victor-Emmanuel II, et l'une de ses œuvres les plus importantes, le poème de 1018 versets intitulé Giuseppe Garibaldi (episodio della guerra per l'indipendenza italiana), publié pour la première fois en 1927, contribue de façon originale à la création du mythe garibaldien. La composition d'une version de Camicia rossa Garibaldina, pour laquelle il a été personnellement remercié par Garibaldi lui-même, n'est pas la moindre de ses réalisations dans ce domaine.
En mai 1869, à l'occasion du centenaire de la bataille de Ponte-Novo (dans laquelle son grand-père avait combattu et a été grièvement blessé), il publie, en plusieurs parutions dans l'hebdomadaire bastiais Phare de la Corse, une vaste fresque poétique composée de quatorze canti intitulée Pasquale Paoli.

## Autres activités
De 1870 à 1871, Borghetti est archiviste départemental de la Corse et rédacteur en chef du Bulletin officiel de la Corse, et de 1878 à 1894, il sera directeur de la santé publique à Bastia.
Il est également été cofondateur en décembre 1880, et secrétaire pour les quinze années suivantes, de la Société des sciences historiques et naturelles de la Corse,.

## Idées politiques, philosophie personnelle et caractère
Républicain convaincu, Gian Paolo Borghetti est également influencé par les traditions chrétiennes et humanistes. Ses idées politiques sont celles de Giuseppe Mazzini : Dieu et le Peuple, l’Humanité et la République. Dans le premier numéro de La Corsica, le journal qu'il fonde en 1849, il offre à ses lecteurs une longue réflexion intitulée La Repubblica e la religione cristiana où il montre toutes les affinités entre les enseignements du Christ et de ceux préconisés par la nouvelle République.
Politiquement, il oscille entre le désir de voir l'île rester dans une France convertie au fédéralisme et le souhait de voir la Corse intégrée avec une administration spéciale dans une hypothétique "République fédérale d'Italie". Après avoir passé une grande partie de sa vie à défendre l'utilisation de la langue italienne et en préconisant l'union de la Corse à l'Italie, il se lève en 1870 en tant que défenseur véhément d'une Corse républicaine et française contre ceux (Henri Rochefort et Georges Clemenceau, par exemple) qui, après la bataille de Sedan, ont voulu céder la Corse à l'Italie. Ce qui est constant dans la vie de Borghetti, cependant, c'est son amour de la Corse et son attachement pas moins ferme à l'idée de la démocratie comme la seule forme compatible avec les idées politiques modernes de l'universalité, de liberté et de justice.
Son caractère a été décrit comme étant « à la fois impulsif et rigide, et souvent excessif, car ses coups de boutoir de polémiste étaient durs. Mais il était sincère et désintéressé, si ses opinions étaient extrêmes et leurs énonciations peu disposées aux accommodements. ». Bénéficiant d'une grande popularité dans le nord de la Corse et ayant de nombreux liens politiques utiles dans le sud, il aurait pu aspirer à une carrière au niveau national plutôt que de se limiter à la position de conseiller général dans les élections de 1849. Après avoir acquis cette position il aurait facilement pu l'utiliser pour son propre avancement dans une société qui a non seulement accepté, mais encore n’ a attendu rien d'autre de la fonction publique. Cependant dans les deux cas il choisira l'intérêt général au-dessus du profit personnel.

## Vie personnelle et dernières années
Il a trois fils et cinq filles de sa première épouse, Pauline Hyacinthe Salvatelli, décédée en 1862. Il épouse Louise Delphine Ciavaldini en 1878, et a encore trois filles et un fils. Tous ses fils et quatre de ses filles sont morts au cours de sa vie,,. En octobre 1868 il perd son deuxième fils Eugenio, qui avait à peine vingt ans, et cette perte tragique inspire son poème In morte di mio figlio Eugenio.
En 1894, Borghetti perd le poste qu'il occupait depuis 1878 en tant que directeur de la santé publique à Bastia quand David Raynal, ministre de l'intérieur du gouvernement de Jean Casimir-Perier (considéré par les radicaux et les socialistes comme Président de la réaction), a exprimé son étonnement que l'on « ait pu confier à Bastia le service de Santé à un ennemi de la France! ». Pour Borghetti ce fut le début d'une vieillesse terrible passée au bord de la pauvreté. Il est mort à Bastia le 4 novembre 1897 dans la plus profonde indifférence. Peu de gens assisteront à son enterrement, célébré dans la petite chapelle bastiaise des Capannelle.

## Œuvres

### Poésie
- Il Poeta esule italiano, Bastia, stamp. Fabiani, 1847, 30 p. (présentation en ligne)
- A Niccolò Tommasèo, canto di G. P. Borghetti, Bastia, Fabiani, 1847, 10 p. (présentation en ligne)
- A Lamartine, Canto lirico di G. P. Borghetti, Bastia, Leonetti, 1848, 16 p. (présentation en ligne)
- A Sua Maestà Vittorio Emmanuele II, re di Sardegna, ec. ec., ode di G. P. Borghetti, Bastia, Fabiani, 1859, 8 p. (présentation en ligne)
- In Occasione dei sponsali del signor Filippo Marchetti colla signora Felicina Fernandi, ode di G. P. Borghetti, Bastia, Fabiani, 1873, 8 p. (présentation en ligne)
- Giuseppe Garibaldi. Episodio della guerra per l’indipendenza italiana., Livourne, Raffaello Giusti, coll. « Edizioni de Il Giornale di politica e di letteratura », 1927, 44 p. (présentation en ligne)
- Pasquale Paoli : Episodio dell'ultima guerra dell'indipendenza corsa (Étude critique de Francesco Guerri), Livourne, Chiappini, coll. « Edizioni di "Corsica antica e moderna" », 1938, 99 p. (présentation en ligne)

### Essais
- « Étude sur la Corse », L‘Aigle Corse, Bastia, Ollagnier,‎ 1867 (à partir de no 39, 15 février 1867).
- « Le Cinq Mai, étude historique sur Napoléon », L‘Aigle Corse, Bastia, Ollagnier,‎ 1868 (à partir du 15 mai 1868).
- La Corse et ses détracteurs, Bastia, Ollagnier, 1870, 48 p. (présentation en ligne)
- Le Bonapartisme dévoilé, ou Pages d’Histoire contemporaine, Bastia, 1878, 80 p.

### Œuvres inédites
- Souvenirs ou Histoire de deux ans passés en Italie (1833-1835), roman.
- Poésie varié anacréontique (1834 à 1837).
- Amore, gloria e sventura (sujet tiré de l’histoire de la Corse).
- Ubaldo, poema epico (sujet inspiré de l’histoire d’Aleria).
- Sampiero Corso, poema eroico.
- Inno di guerra dei corsi.
- Le voce interne. Ore perdute. La Musa. Ode a l’amicizia, poèmes en italien.

Deux poèmes, un article de journal et des extraits de La Corse et détracteurs sont inclus dans Anthologie des écrivains corses par Hyacinthe Yvia-Croce, Éditions Cyrnos et Méditerranée, Ajaccio, 1987, volume 2 p. 68-76.

## Pour approfondir